# GNOME Terminal
GNOME terminal, también llamado gnome-terminal, es un emulador de terminal escrito por  Havoc Pennington y otros. Es parte del proyecto de escritorio libre GNOME.  GNOME terminal permite a los usuarios ejecutar comandos usando una interfaz dentro de un entorno de ventanas.
GNOME Terminal es similar al emulador de terminal xterm y proporciona gran cantidad de características similares. Algunas de las más importantes incluyen texto coloreado y gestión de eventos del ratón. Estos eventos se utilizan frecuentemente para aplicaciones que proporcionan una interfaz con ncurses para utilizar los menús o botones que normalmente el usuario debería seleccionar mediante el teclado.  GNOME Terminal emula la mayoría de las secuencias de escape soportadas por  xterm.  Entre las características gráficas que soportan se encuentran las siguientes:
- Transparencias reales
- Múltiples pestañas
- Scroll infinito.

Gran parte de la funcionalidad de GNOME Terminal viene dada por VTE widget.